# Puccinellia degeensis
Puccinellia degeensis är en gräsart som beskrevs av Liang Liu. Puccinellia degeensis ingår i släktet saltgrässläktet, och familjen gräs. Inga underarter finns listade i Catalogue of Life.